# Giordano Corsi
Pour les articles homonymes, voir Corsi.
Giordano Corsi (né le 9 janvier 1908 à Gonzaga,  dans la province de Mantoue, en Lombardie et mort en 1958) était un footballeur italien des années 1930.

## Biographie
En tant que milieu de terrain, Giordano Corsi fut international italien à six reprises (1935-1937) pour aucun but inscrit. Il remporta la Coupe internationale 1933-1935 avec la Squadra Azzurra.
Il joua dans trois clubs italiens (Associazione Calcio Verona, Associazione Calcio Padova et Bologna Football Club), remportant quatre scudetti avec Bologne.

## Clubs
- 1929-1932 :  Associazione Calcio Verona
- 1932-1933 :  Associazione Calcio Padova
- 1933-1941 :  Bologna Football Club

## Palmarès
- Coupe Mitropa
  - Vainqueur en 1934
- Coupe internationale
  - Vainqueur en 1933-1935
- Championnat d'Italie de football
  - Champion en 1936, en 1937, en 1939 et en 1941
  - Vice-champion en 1940